# Бернье, Франсуа

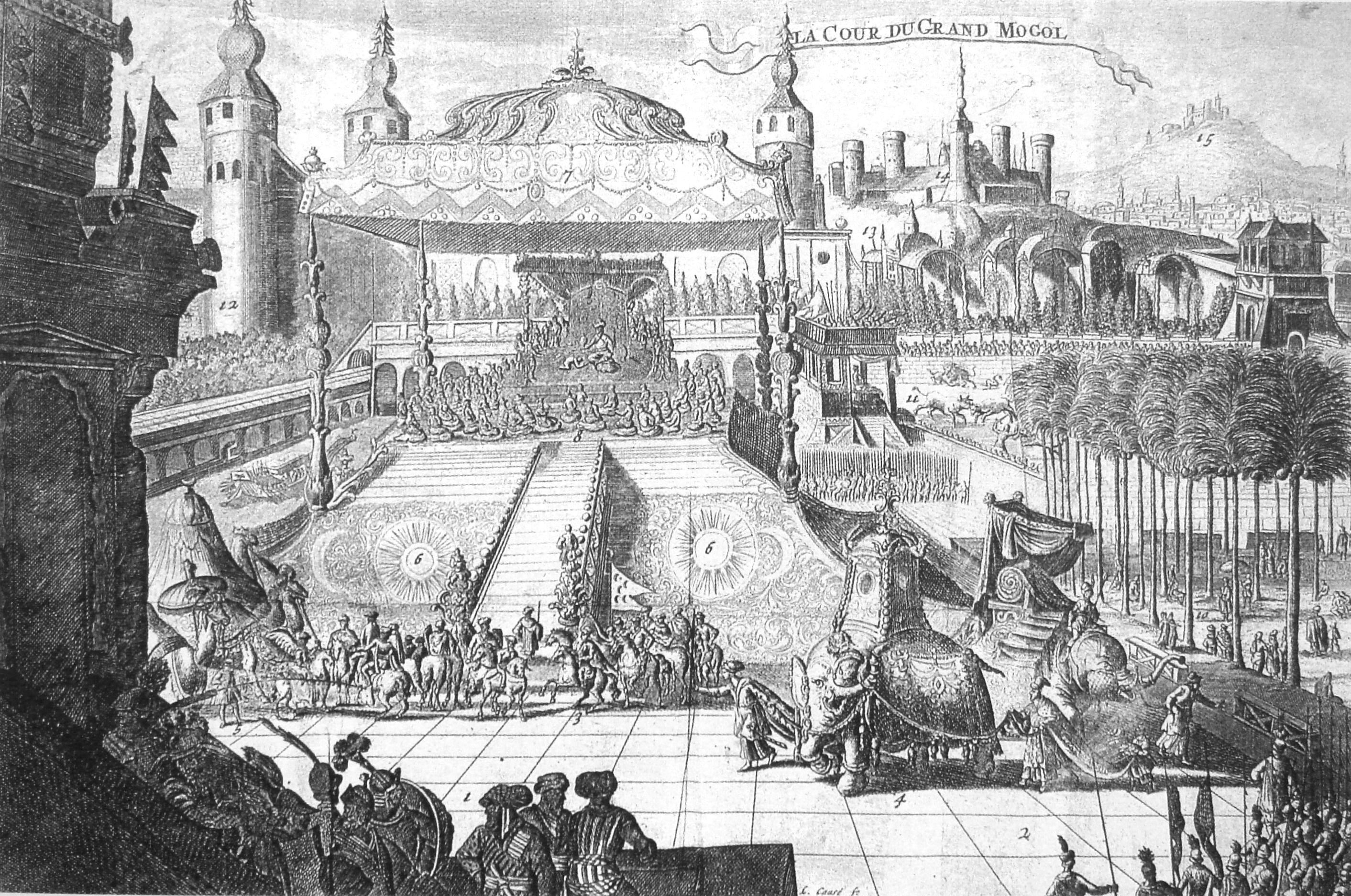
Гравюра из книги «Путешествия Франсуа де Бернье». Худ. Поль Маре, 1710

Франсуа́ Бернье́ (фр. François Bernier; 25 сентября 1620 года, Joué-Étiau — 22 сентября 1688 года, Париж) — французский врач и философ, путешественник и писатель.

## Биография и путешествия
В 1652 году  сдал государственный экзамен в университете Монпелье  по философии, изучавшейся им под руководством  Гассенди. В том же году  сдал экзамен по медицине и получил звание доктора медицины. В 1654 году Бернье посетил Палестину и Сирию. В 1655 году он возвращается во Францию и участвует в похоронах своего учителя Гассенди, оказавшего на него, по его собственным неоднократным признаниям, огромное влияние.
1656—1658 годы провел в Египте, посетил ряд городов Аравии и в конце 1658 года — возможно, в начале 1659 года — достиг Сурата, бывшего в то время одним из важнейших центров деятельности европейских торговых компаний в Индии. На пути из Сурата в глубь Индии — в Агру — Бернье в марте-апреле 1659 года был захвачен войсками принца Дара — одного из четырех враждовавших между собой сыновей Великого Могола Шах-Джахана. Бернье сопровождает Дару в его походах в качестве врача.
После поражения войск Дары войсками брата его Ауренгзеба, боровшегося, как и каждый из остальных трех братьев, за монопольное обладание властью в империи, Дара вынужден был бежать в Синд, а Бернье после многих лишений и опасностей достиг Ахмедабада, а в 1663 году — Дели. Бернье был принят на службу в качестве придворного врача Великого Могола. Положение врача при дворе Ауренгзеба дало возможность Бернье быть достаточно широко осведомленным о политической и экономической жизни Индии и посетить множество городов и деревень, расположенных в различных частях Индии.   У Аллахабада, в 1665 году, встретил коммерсанта-путешественника француза Тавернье, написавшего интересную книгу о своих путешествиях по Индии. Книги Бернье и Тавернье являются одними из интереснейших документов, характеризующих Индию середины XVII века. В 1666 году из Бенгалии Бернье проехал в Голконду, где пробыл до средины 1667 года. Итак Бернье за свое пребывание в Индии вдоль и поперек пересек империю Великих Моголов.  
В сентябре 1669 года, после тринадцатилетнего отсутствия, Бернье прибыл в Марсель, а затем в Париж. Во Франции Бернье пользуется огромным успехом. Его рассказы об Индии выслушиваются с большим интересом. Бернье получает доступ ко двору, его приглашают в великосветские салоны. «Великий Могол» — так прозвали Бернье в то время.
Вскоре по приезде в Париж Бернье получает доступ к влиятельнейшему в те годы министру финансов Франции — Кольберу. В 1670 году Бернье при горячем содействии Кольбера получает от короля Людовика XIV разрешение на издание книги. Книга Бернье имела огромный успех. В течение первых семи лет (1670—1676) книга была издана девять раз, из них дважды в Париже, трижды в Лондоне, Амстердаме, Франкфурте, Милане. К 1833 году книга выдержала 29 изданий на важнейших языках Европы.

## Труды
Книга Бернье состоит из ряда отдельных работ, написанных им в разное время и в различных условиях. «Записка Кольберу» и «История последних политических переворотов в государстве Великого Могола» были написаны во Франции, по возвращении из Индии, в 1669—1670 годах. Основную причину падения феодальных восточных деспотий Бернье видит в отсутствии частной собственности на землю, в забвении закона «мое» и «твое». «Но было бы более целесообразным не только для подданных, но и для самого государства и государя, чтобы этот последний, как в наших государствах и королевствах, не являлся единственным собственником всех земель в государстве, чтобы у частных лиц было бы, как у нас, «мое» и «твое», — пишет Бернье в записке к Кольберу. 
Изложение конкретных событий Бернье дает живо и подчас красочно, подмечая в них наиболее характерное. Общей характерной чертой для  работ Бернье является острая наблюдательность автора, способность подмечать наиболее главное и существенное, что было отмечено Марксом и Энгельсом. Так, 02.06.1853 г. Маркс пишет Энгельсу: «Об образовании городов на Востоке нет ничего более блестящего, наглядного и неотразимого, чем старая книга Франсуа Бернье, бывшего девять лет врачом при Ауренгзебе», на что Энгельс отвечает Марксу: «Старый Бернье на самом деле очень хорош. Всегда радуешься, когда наткнешься на этакого старого, трезвого, ясного француза, всегда попадающего в самую точку».